# Pseudagoma pinheyi
Pseudagoma pinheyi là một loài bướm đêm trong họ Noctuidae.